# Secretariaat voor de Relaties met Staten
Het Secretariaat voor de Relaties met Staten is een van de drie onderafdelingen van het staatssecretariaat van de Heilige Stoel en is de facto te vergelijken met een ministerie van Buitenlandse Zaken. Het secretariaat wordt ook weleens de Tweede Afdeling genoemd.
Het secretariaat wordt geleid door een aartsbisschop-secretaris, die dus feitelijk de Minister van Buitenlandse Zaken van Vaticaanstad is. De afdeling begon als  Congregatie Super Negotiis Ecclesiasticis Regni Galliarum. Onder paus Paulus VI werd deze instelling Raad voor de Publieke Aangelegenheden van de Kerk genoemd. De afdeling kreeg - met de apostolische constitutie Pastor Bonus van paus Johannes Paulus II haar huidige vorm. Volgens deze constitutie heeft het Secretariaat de volgende taken:
- het verzorgen van de diplomatieke betrekkingen van de Heilige Stoel met andere staten, inclusief het sluiten van verdragen en concordaten;
- het vertegenwoordigen van de Heilige Stoel bij internationale organisaties
- de benoeming van bisschoppen in landen die hierover verdragen hebben met de Heilige Stoel, dit in samenwerking met de Congregatie voor de Bisschoppen

## Secretarissen voor Relaties met Staten
| Periode      | Naam               |
| ------------ | ------------------ |
| 1986 - 1990  | Angelo Sodano      |
| 1990 - 2003  | Jean-Louis Tauran  |
| 2003 - 2006  | Giovanni Lajolo    |
| 2006 - 2014  | Dominique Mamberti |
| 2014 - heden | Paul Gallagher     |